# Joanna Gierak-Onoszko

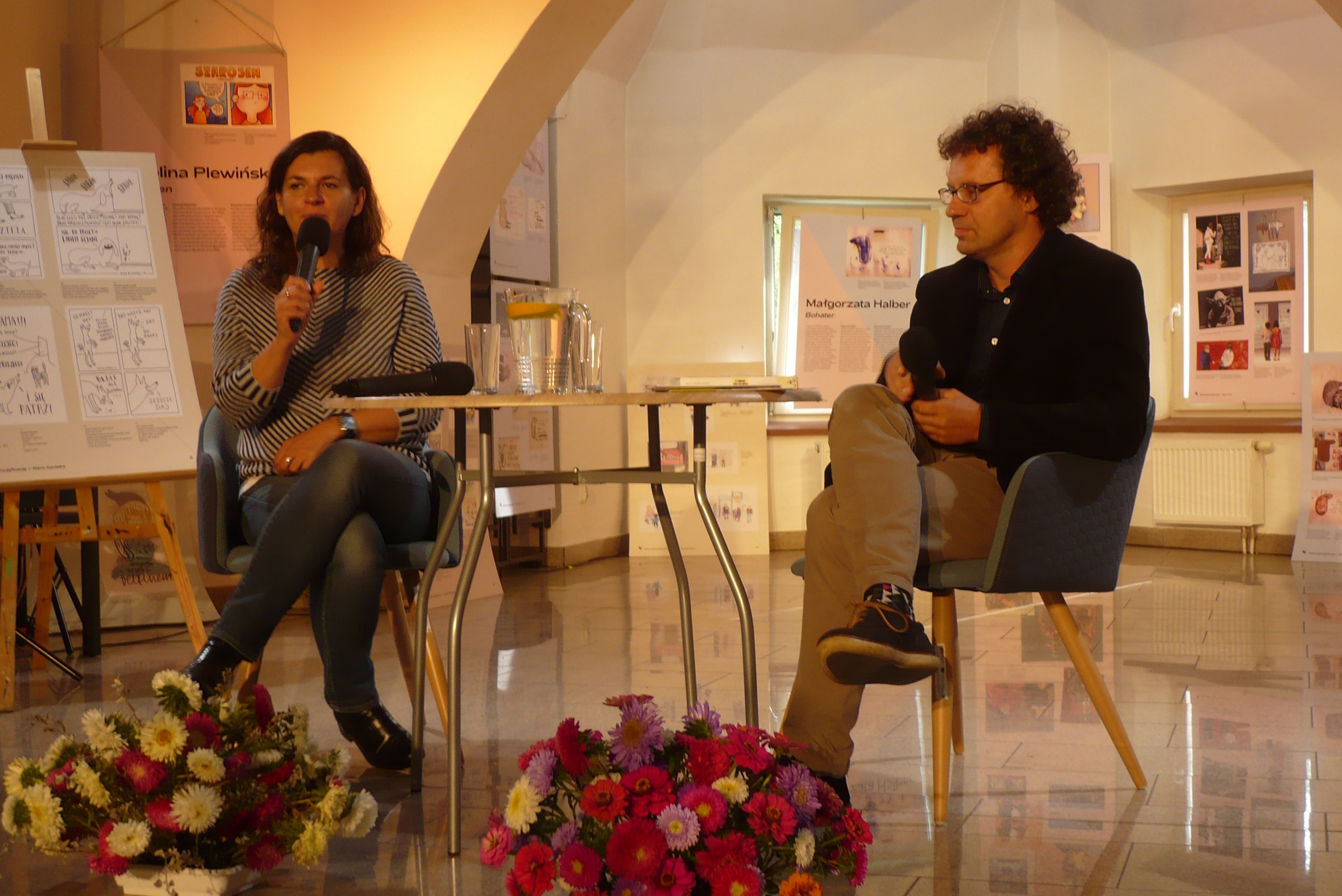
Joanna Gierak-Onoszko, Festiwal Reportażu, 2023

Joanna Ewa Gierak-Onoszko (ur. 1980) – polska dziennikarka, reportażystka, pisarka i felietonistka. W swoich reportażach i felietonach często poruszała kwestie społeczne, prawnicze i dotyczące praw człowieka.
Absolwent III LO w Gdyni. Ukończyła dziennikarstwo i komunikację społeczną na Uniwersytecie Warszawskim (2009), następnie kontynuowała naukę w Instytucie Reportażu będącym częścią Polskiej Szkoły Reportażu. Po zakończeniu edukacji pisała artykuły dla gazet takich jak: „Polityka”, dodatek do „Gazety Wyborczej” „Duży Format”, miesięcznika „Pismo” oraz „Non/fiction – nieregularnik reporterski”. Prowadziła również blog o nazwie „Mrs. Canada. Opowieści z Kanady”. Wykładowczyni Polskiej Szkoły Reportażu.  
W czasie swojego kilkuletniego pobytu w Toronto w Kanadzie napisała książkę zatytułowaną 27 śmierci Toby’ego Obeda, która była jej debiutem literackim. Opowiada ona o tworzonych od XIX wieku w tym kraju szkołach z internatem dla dzieci rdzennych mieszkańców Kanady. Zakładało je państwo, a prowadził głównie Kościół katolicki. Szacuje się, że blisko 150 tysięcy dzieci było tam ofiarami przemocy fizycznej i psychicznej, a także molestowania seksualnego. Tytułowy bohater książki jest nazywany „ocaleńcem”, ponieważ udało mu się przetrwać. Książka została przetłumaczona na język czeski i język litewski.
W 2010 poślubiła Macieja Onoszkę (ur. 1981).
Zawodowo zajmuje się doradztwem komunikacyjnym, kierowała m.in. komunikacją największej w Polsce firmy prawniczej Dentons. Od maja 2024 r. działa w zarządzie Unii Literackiej, stowarzyszenia pisarzy i pisarek w Polsce.

## Nagrody i wyróżnienia
Uhonorowana m.in.:
- nominacją do Nagrody Literackiej „Nike” za 27 śmierci Toby’ego Obeda[14], książka ta znalazła się potem w finale nagrody[15], a następnie wygrała plebiscyt na „Nike” Czytelników[16]
- nominacją do Polsko-Niemieckiej Nagrody Dziennikarskiej imienia Tadeusza Mazowieckiego w 2015 roku za reportaż o pomocy lekarzy i wolontariuszy z Berlina udzielanej uchodźcom
- nagrodą za najlepszy reportaż prasowy otrzymaną w 2017 roku na Festiwalu Wrażliwym za tekst o międzynarodowej akcji ewakuowania psa z Aleppo.